# Черевченко, Геннадий Иванович
Геннадий Иванович Черевченко (16 марта 1948, Кумсангир, Кумсангирский район, Таджикская ССР — 18 марта 2014, Люберцы, Московская область, Россия) — советский футболист, защитник, тренер. Мастер спорта СССР (1982).
Первая команда мастеров — «Пахтакор» (Курган-Тюбе), 1967 год, класс «Б», группа «Средняя Азия и Казахстан».
В 1969 перешёл в клуб «Памир» (Душанбе), начинал в дублирующем составе, но после того как завершил карьеру защитник-ветеран Юрий Рынков — прочно занял место в основе. В итоге Черевченко провёл за «Памир» 18 сезонов, долгое время носил капитанскую повязку. Рекордсмен команды по числу проведенных игр — сыграл в первенствах страны 563 матча, забил 22 гола. Несмотря на невысокий рост, отличался хорошей игрой головой.
В 1993—1994 годах работал тренером в гиссарском «Шодмоне», в 1996 году — в «Индустрии» (Боровск), затем — в системе московского «Локомотива». В последние годы — тренер команды 1996 г. р. «Локомотива-2».
Умер 18 марта 2014 на 67-м году жизни.
Отец футболиста и тренера Игоря Черевченко.